# Список астероїдів (23501—23600)
| Назва                                  | Тимчасове позначення | Дата відкриття    | Місце відкриття                | Відкривач                        |
| -------------------------------------- | -------------------- | ----------------- | ------------------------------ | -------------------------------- |
| (23501) 1992 CK1                       | 1992 CK1             | 12 лютого 1992    | Мерида (Венесуела)             | Орландо Наранхо, Юрґен Сток      |
| (23502) 1992 DE3                       | 1992 DE3             | 25 лютого 1992    | Обсерваторія Кітт-Пік          | Spacewatch                       |
| (23503) 1992 DD4                       | 1992 DD4             | 29 лютого 1992    | Обсерваторія Кітт-Пік          | Spacewatch                       |
| 23504 Ханеда (Haneda)                  | 1992 EX              | 7 березня 1992    | Обсерваторія Ґейсей            | Тсутому Секі                     |
| (23505) 1992 EB4                       | 1992 EB4             | 1 березня 1992    | Обсерваторія Ла-Сілья          | UESAC                            |
| (23506) 1992 EC8                       | 1992 EC8             | 2 березня 1992    | Обсерваторія Ла-Сілья          | UESAC                            |
| (23507) 1992 EQ13                      | 1992 EQ13            | 2 березня 1992    | Обсерваторія Ла-Сілья          | UESAC                            |
| (23508) 1992 ET14                      | 1992 ET14            | 1 березня 1992    | Обсерваторія Ла-Сілья          | UESAC                            |
| (23509) 1992 HQ3                       | 1992 HQ3             | 30 квітня 1992    | Обсерваторія Кітт-Пік          | Spacewatch                       |
| (23510) 1992 PA2                       | 1992 PA2             | 4 серпня 1992     | Паломарська обсерваторія       | Генрі Гольт                      |
| (23511) 1992 PB2                       | 1992 PB2             | 4 серпня 1992     | Паломарська обсерваторія       | Генрі Гольт                      |
| (23512) 1992 PC3                       | 1992 PC3             | 6 серпня 1992     | Паломарська обсерваторія       | Генрі Гольт                      |
| (23513) 1992 PZ3                       | 1992 PZ3             | 2 серпня 1992     | Паломарська обсерваторія       | Генрі Гольт                      |
| 23514 Шнайдер (Schneider)              | 1992 RU              | 2 вересня 1992    | Обсерваторія Карла Шварцшильда | Ф. Бернґен, Лутц Шмадель         |
| (23515) 1992 RF2                       | 1992 RF2             | 2 вересня 1992    | Обсерваторія Ла-Сілья          | Ерік Вальтер Ельст               |
| (23516) 1992 RK2                       | 1992 RK2             | 2 вересня 1992    | Обсерваторія Ла-Сілья          | Ерік Вальтер Ельст               |
| (23517) 1992 RO3                       | 1992 RO3             | 2 вересня 1992    | Обсерваторія Ла-Сілья          | Ерік Вальтер Ельст               |
| (23518) 1992 SP1                       | 1992 SP1             | 20 вересня 1992   | Обсерваторія Кушіро            | Сейджі Уеда, Хіроші Канеда       |
| (23519) 1992 SG13                      | 1992 SG13            | 23 вересня 1992   | Паломарська обсерваторія       | Е. Гелін                         |
| 23520 Людвігбехштайн (Ludwigbechstein) | 1992 SM26            | 23 вересня 1992   | Обсерваторія Карла Шварцшильда | Ф. Бернґен                       |
| (23521) 1992 US1                       | 1992 US1             | 21 жовтня 1992    | Обсерваторія Кійосато          | Сатору Отомо                     |
| (23522) 1992 WC9                       | 1992 WC9             | 18 листопада 1992 | Обсерваторія Кушіро            | Сейджі Уеда, Хіроші Канеда       |
| (23523) 1993 AQ                        | 1993 AQ              | 13 січня 1993     | Обсерваторія Кушіро            | Сейджі Уеда, Хіроші Канеда       |
| (23524) 1993 BF3                       | 1993 BF3             | 23 січня 1993     | Обсерваторія Кітамі            | Кін Ендате, Кадзуро Ватанабе     |
| (23525) 1993 FS22                      | 1993 FS22            | 21 березня 1993   | Обсерваторія Ла-Сілья          | UESAC                            |
| (23526) 1993 FJ32                      | 1993 FJ32            | 21 березня 1993   | Обсерваторія Ла-Сілья          | UESAC                            |
| (23527) 1993 FD37                      | 1993 FD37            | 19 березня 1993   | Обсерваторія Ла-Сілья          | UESAC                            |
| (23528) 1993 FQ38                      | 1993 FQ38            | 19 березня 1993   | Обсерваторія Ла-Сілья          | UESAC                            |
| (23529) 1993 FR45                      | 1993 FR45            | 19 березня 1993   | Обсерваторія Ла-Сілья          | UESAC                            |
| (23530) 1993 FV45                      | 1993 FV45            | 19 березня 1993   | Обсерваторія Ла-Сілья          | UESAC                            |
| (23531) 1993 FN62                      | 1993 FN62            | 19 березня 1993   | Обсерваторія Ла-Сілья          | UESAC                            |
| (23532) 1993 JG1                       | 1993 JG1             | 14 травня 1993    | Обсерваторія Ла-Сілья          | Ерік Вальтер Ельст               |
| (23533) 1993 PU5                       | 1993 PU5             | 15 серпня 1993    | Коссоль                        | Ерік Вальтер Ельст               |
| (23534) 1993 QP3                       | 1993 QP3             | 18 серпня 1993    | Коссоль                        | Ерік Вальтер Ельст               |
| (23535) 1993 QL7                       | 1993 QL7             | 20 серпня 1993    | Обсерваторія Ла-Сілья          | Ерік Вальтер Ельст               |
| (23536) 1993 QS9                       | 1993 QS9             | 20 серпня 1993    | Обсерваторія Ла-Сілья          | Ерік Вальтер Ельст               |
| (23537) 1993 SA6                       | 1993 SA6             | 17 вересня 1993   | Обсерваторія Ла-Сілья          | Ерік Вальтер Ельст               |
| (23538) 1993 TM15                      | 1993 TM15            | 9 жовтня 1993     | Обсерваторія Ла-Сілья          | Ерік Вальтер Ельст               |
| (23539) 1993 TU15                      | 1993 TU15            | 9 жовтня 1993     | Обсерваторія Ла-Сілья          | Ерік Вальтер Ельст               |
| (23540) 1993 TV19                      | 1993 TV19            | 9 жовтня 1993     | Обсерваторія Ла-Сілья          | Ерік Вальтер Ельст               |
| (23541) 1993 TU29                      | 1993 TU29            | 9 жовтня 1993     | Обсерваторія Ла-Сілья          | Ерік Вальтер Ельст               |
| (23542) 1993 TN30                      | 1993 TN30            | 9 жовтня 1993     | Обсерваторія Ла-Сілья          | Ерік Вальтер Ельст               |
| (23543) 1993 UK                        | 1993 UK              | 16 жовтня 1993    | Обсерваторія Кітамі            | Кін Ендате, Кадзуро Ватанабе     |
| (23544) 1993 XW                        | 1993 XW              | 11 грудня 1993    | Обсерваторія Оїдзумі           | Такао Кобаяші                    |
| (23545) 1994 AC                        | 1994 AC              | 2 січня 1994      | Обсерваторія Оїдзумі           | Такао Кобаяші                    |
| (23546) 1994 AV10                      | 1994 AV10            | 8 січня 1994      | Обсерваторія Кітт-Пік          | Spacewatch                       |
| 23547 Tognelli                         | 1994 DG              | 17 лютого 1994    | Обсерваторія Пістоїєзе         | Лучано Тезі, Ґабріеле Каттані    |
| (23548) 1994 EF2                       | 1994 EF2             | 11 березня 1994   | Паломарська обсерваторія       | Кеннет Лоренс                    |
| 23549 Epicles                          | 1994 ES6             | 9 березня 1994    | Коссоль                        | Ерік Вальтер Ельст               |
| (23550) 1994 GK9                       | 1994 GK9             | 11 квітня 1994    | Паломарська обсерваторія       | Е. Гелін                         |
| (23551) 1994 GO9                       | 1994 GO9             | 11 квітня 1994    | Паломарська обсерваторія       | Е. Гелін                         |
| (23552) 1994 NB                        | 1994 NB              | 3 липня 1994      | Паломарська обсерваторія       | Е. Гелін                         |
| (23553) 1994 PL4                       | 1994 PL4             | 10 серпня 1994    | Обсерваторія Ла-Сілья          | Ерік Вальтер Ельст               |
| (23554) 1994 PJ11                      | 1994 PJ11            | 10 серпня 1994    | Обсерваторія Ла-Сілья          | Ерік Вальтер Ельст               |
| (23555) 1994 PP15                      | 1994 PP15            | 10 серпня 1994    | Обсерваторія Ла-Сілья          | Ерік Вальтер Ельст               |
| (23556) 1994 PY25                      | 1994 PY25            | 12 серпня 1994    | Обсерваторія Ла-Сілья          | Ерік Вальтер Ельст               |
| (23557) 1994 PU26                      | 1994 PU26            | 12 серпня 1994    | Обсерваторія Ла-Сілья          | Ерік Вальтер Ельст               |
| (23558) 1994 PW26                      | 1994 PW26            | 12 серпня 1994    | Обсерваторія Ла-Сілья          | Ерік Вальтер Ельст               |
| (23559) 1994 PD32                      | 1994 PD32            | 12 серпня 1994    | Обсерваторія Ла-Сілья          | Ерік Вальтер Ельст               |
| (23560) 1994 RX8                       | 1994 RX8             | 12 вересня 1994   | Обсерваторія Кітт-Пік          | Spacewatch                       |
| (23561) 1994 RM12                      | 1994 RM12            | 1 вересня 1994    | Паломарська обсерваторія       | Е. Гелін                         |
| (23562) 1994 TR1                       | 1994 TR1             | 2 жовтня 1994     | Обсерваторія Кітамі            | Кін Ендате, Кадзуро Ватанабе     |
| (23563) 1994 UP8                       | 1994 UP8             | 28 жовтня 1994    | Обсерваторія Кітт-Пік          | Spacewatch                       |
| 23564 Ungaretti                        | 1994 VX1             | 6 листопада 1994  | Коллеверде ді Ґвідонія         | Вінченцо Касуллі                 |
| (23565) 1994 WB                        | 1994 WB              | 23 листопада 1994 | Обсерваторія Садбері           | Денніс ді Сікко                  |
| (23566) 1994 WS1                       | 1994 WS1             | 27 листопада 1994 | Обсерваторія Оїдзумі           | Такао Кобаяші                    |
| (23567) 1994 YG                        | 1994 YG              | 21 грудня 1994    | Обсерваторія Оїдзумі           | Такао Кобаяші                    |
| (23568) 1994 YU                        | 1994 YU              | 28 грудня 1994    | Обсерваторія Оїдзумі           | Такао Кобаяші                    |
| (23569) 1994 YF1                       | 1994 YF1             | 28 грудня 1994    | Обсерваторія Оїдзумі           | Такао Кобаяші                    |
| (23570) 1995 AA                        | 1995 AA              | 1 січня 1995      | YGCO (станція Тійода)          | Такуо Кодзіма                    |
| 23571 Zuaboni                          | 1995 AB              | 1 січня 1995      | Сормано                        | Марко Каваня, Емануела Ґаліані   |
| (23572) 1995 AS2                       | 1995 AS2             | 10 січня 1995     | YGCO (станція Тійода)          | Такуо Кодзіма                    |
| (23573) 1995 BG                        | 1995 BG              | 23 січня 1995     | Обсерваторія Оїдзумі           | Такао Кобаяші                    |
| (23574) 1995 BX                        | 1995 BX              | 25 січня 1995     | Обсерваторія Оїдзумі           | Такао Кобаяші                    |
| (23575) 1995 BE2                       | 1995 BE2             | 30 січня 1995     | Обсерваторія Оїдзумі           | Такао Кобаяші                    |
| (23576) 1995 DZ3                       | 1995 DZ3             | 21 лютого 1995    | Обсерваторія Кітт-Пік          | Spacewatch                       |
| (23577) 1995 DY8                       | 1995 DY8             | 24 лютого 1995    | Обсерваторія Кітт-Пік          | Spacewatch                       |
| 23578 Бедекер (Baedeker)               | 1995 DR13            | 22 лютого 1995    | Обсерваторія Карла Шварцшильда | Ф. Бернґен                       |
| (23579) 1995 EN5                       | 1995 EN5             | 2 березня 1995    | Обсерваторія Кітт-Пік          | Spacewatch                       |
| (23580) 1995 OZ2                       | 1995 OZ2             | 22 липня 1995     | Обсерваторія Кітт-Пік          | Spacewatch                       |
| (23581) 1995 OE5                       | 1995 OE5             | 22 липня 1995     | Обсерваторія Кітт-Пік          | Spacewatch                       |
| (23582) 1995 QA3                       | 1995 QA3             | 31 серпня 1995    | Обсерваторія Оїдзумі           | Такао Кобаяші                    |
| 23583 Кржівскі (Krivsky)               | 1995 SJ1             | 22 вересня 1995   | Обсерваторія Ондржейов         | Ленка Коткова                    |
| (23584) 1995 SB31                      | 1995 SB31            | 20 вересня 1995   | Обсерваторія Кітт-Пік          | Spacewatch                       |
| (23585) 1995 SD53                      | 1995 SD53            | 28 вересня 1995   | Станція Сінлун                 | SCAP                             |
| (23586) 1995 TA1                       | 1995 TA1             | 13 жовтня 1995    | Обсерваторія Тітібу            | Наото Сато, Такеші Урата         |
| 23587 Абукумадо (Abukumado)            | 1995 TE8             | 2 жовтня 1995     | Обсерваторія Ґейсей            | Тсутому Секі                     |
| (23588) 1995 UX3                       | 1995 UX3             | 20 жовтня 1995    | Обсерваторія Оїдзумі           | Такао Кобаяші                    |
| (23589) 1995 UR6                       | 1995 UR6             | 23 жовтня 1995    | Обсерваторія Пістоїєзе         | Лучано Тезі, Андреа Боаттіні     |
| (23590) 1995 UD34                      | 1995 UD34            | 21 жовтня 1995    | Обсерваторія Кітт-Пік          | Spacewatch                       |
| (23591) 1995 UP44                      | 1995 UP44            | 26 жовтня 1995    | Нюкаса                         | Масанорі Хірасава, Шохеї Судзукі |
| (23592) 1995 UB47                      | 1995 UB47            | 27 жовтня 1995    | Обсерваторія Кушіро            | Сейджі Уеда, Хіроші Канеда       |
| (23593) 1995 VJ                        | 1995 VJ              | 2 листопада 1995  | Обсерваторія Оїдзумі           | Такао Кобаяші                    |
| (23594) 1995 VJ2                       | 1995 VJ2             | 13 листопада 1995 | Обсерваторія Наті-Кацуура      | Йошісада Шімідзу, Такеші Урата   |
| (23595) 1995 VR11                      | 1995 VR11            | 15 листопада 1995 | Обсерваторія Кітт-Пік          | Spacewatch                       |
| (23596) 1995 WQ                        | 1995 WQ              | 17 листопада 1995 | Обсерваторія Оїдзумі           | Такао Кобаяші                    |
| (23597) 1995 WY4                       | 1995 WY4             | 24 листопада 1995 | Обсерваторія Оїдзумі           | Такао Кобаяші                    |
| (23598) 1995 WL13                      | 1995 WL13            | 16 листопада 1995 | Обсерваторія Кітт-Пік          | Spacewatch                       |
| (23599) 1995 XV                        | 1995 XV              | 12 грудня 1995    | Обсерваторія Оїдзумі           | Такао Кобаяші                    |
| (23600) 1995 XC1                       | 1995 XC1             | 15 грудня 1995    | Обсерваторія Оїдзумі           | Такао Кобаяші                    |

| ← Астероїди 20001—30000 → |             |             |             |             |             |             |             |             |             |
| 20001—20100               | 21001—21100 | 22001—22100 | 23001—23100 | 24001—24100 | 25001—25100 | 26001—26100 | 27001—27100 | 28001—28100 | 29001—29100 |
| 20101—20200               | 21101—21200 | 22101—22200 | 23101—23200 | 24101—24200 | 25101—25200 | 26101—26200 | 27101—27200 | 28101—28200 | 29101—29200 |
| 20201—20300               | 21201—21300 | 22201—22300 | 23201—23300 | 24201—24300 | 25201—25300 | 26201—26300 | 27201—27300 | 28201—28300 | 29201—29300 |
| 20301—20400               | 21301—21400 | 22301—22400 | 23301—23400 | 24301—24400 | 25301—25400 | 26301—26400 | 27301—27400 | 28301—28400 | 29301—29400 |
| 20401—20500               | 21401—21500 | 22401—22500 | 23401—23500 | 24401—24500 | 25401—25500 | 26401—26500 | 27401—27500 | 28401—28500 | 29401—29500 |
| 20501—20600               | 21501—21600 | 22501—22600 | 23501—23600 | 24501—24600 | 25501—25600 | 26501—26600 | 27501—27600 | 28501—28600 | 29501—29600 |
| 20601—20700               | 21601—21700 | 22601—22700 | 23601—23700 | 24601—24700 | 25601—25700 | 26601—26700 | 27601—27700 | 28601—28700 | 29601—29700 |
| 20701—20800               | 21701—21800 | 22701—22800 | 23701—23800 | 24701—24800 | 25701—25800 | 26701—26800 | 27701—27800 | 28701—28800 | 29701—29800 |
| 20801—20900               | 21801—21900 | 22801—22900 | 23801—23900 | 24801—24900 | 25801—25900 | 26801—26900 | 27801—27900 | 28801—28900 | 29801—29900 |
| 20901—21000               | 21901—22000 | 22901—23000 | 23901—24000 | 24901—25000 | 25901—26000 | 26901—27000 | 27901—28000 | 28901—29000 | 29901—30000 |